# Boasjön (Fagerhults socken, Småland)
Boasjön är en sjö i Högsby kommun i Småland och ingår i Alsteråns huvudavrinningsområde. Sjön har en area på 0,558 kvadratkilometer och ligger 141 meter över havet. Sjön avvattnas av vattendraget Badebodaån. Vid provfiske har bland annat abborre, braxen, gers och gädda fångats i sjön.

## Delavrinningsområde
Boasjön ingår i det delavrinningsområde (632876-149723) som SMHI kallar för Utloppet av Öasjön. Medelhöjden är 171 meter över havet och ytan är 59,86 kvadratkilometer. Räknas de 7 avrinningsområdena uppströms in blir den ackumulerade arean 306,81 kvadratkilometer. Badebodaån som avvattnar avrinningsområdet har biflödesordning 2, vilket innebär att vattnet flödar genom totalt 2 vattendrag innan det når havet efter 72 kilometer. Avrinningsområdet består mestadels av skog (84 procent). Avrinningsområdet har 2,41 kvadratkilometer vattenytor vilket ger det en sjöprocent på 4 procent. Bebyggelsen i området täcker en yta av 0,54 kvadratkilometer eller 1 procent av avrinningsområdet.

## Fisk
Vid provfiske har följande fisk fångats i sjön:
- Abborre
- Braxen
- Gärs
- Gädda
- Gös
- Löja
- Mört